# Iglesia de Nuestra Señora de la Asunción (Labastida)
La iglesia de Nuestra Señora de la Asunción, en Labastida, Álava, País Vasco, España, es un templo parroquial construido entre los siglos XVI y XVIII en estilo predominantemente barroco con importantes aspectos renacentistas. Presenta como elementos más destacados, por su monumentalidad y calidad artística, la fachada clasicista, el retablo mayor, la sacristía y el conjunto de coro y órgano.

## Historia
El templo comenzó a construirse con buscada monumentalidad a mediados del siglo XVI con el impulso de la pujante comunidad burguesa de la villa, que estaba instalándose hacia el sur, en la parte más baja, y en el lugar donde se erigía una edificación gótica anterior. El 14 de abril de 1602, ya terminada la cabecera y puesta bajo la advocación de la Virgen María en el misterio de la Asunción, la nueva iglesia fue consagrada con el traslado a ella del Santísimo Sacramento desde la hasta entonces parroquia del Santo Cristo, sita en la parte más elevada de Labastida, en el cerro de la Mota, en lo sucesivo Ermita del Santo Cristo. 
Aunque el culto regular empezó entonces, el templo distaba de estar terminado. Las obras se prolongaron a lo largo del siglo XVII con el cierre de las cubiertas y la adición del retablo mayor, el coro, las capillas laterales y la torre-campanario. En 1673 la fábrica de cantería dióse por concluida. Sus arquitectos y canteros fueron, en orden cronológico: Andrés de Venea, hasta 1624; Francisco Martínez de Valcava y Miguel Sanz, en 1625; Jerónimo de Avendaño, hasta 1628; Francisco de la Riva Agüero, entre 1630 y 1637; Juan de la Riva y Francisco de Pamanes, de 1639 a 1659; Pedro de Aguilera, en 1642; Francisco de Pamanes y Francisco de la Riva Agüero de 1660 a 1663; y, por último, el maestro cantero Juan de Larraia, quien finalizó las obras en 1673.
A principios del siguiente siglo, los recursos económicos de la próspera villa alavesa permitieron anexar en la parte posterior una enorme sacristía de planta octogonal. Esta obra adicional comenzó en 1711 tras el derribo de una casa contigua con la iglesia que el Obispado de Calahorra y La Calzada —diócesis a la que perteneció Labastida hasta 1862— había adquirido previamente.
La iglesia es Bien de Interés Cultural con categoría de Monumento Histórico-Artístico Nacional desde el 17 de julio de 1984.

## Descripción

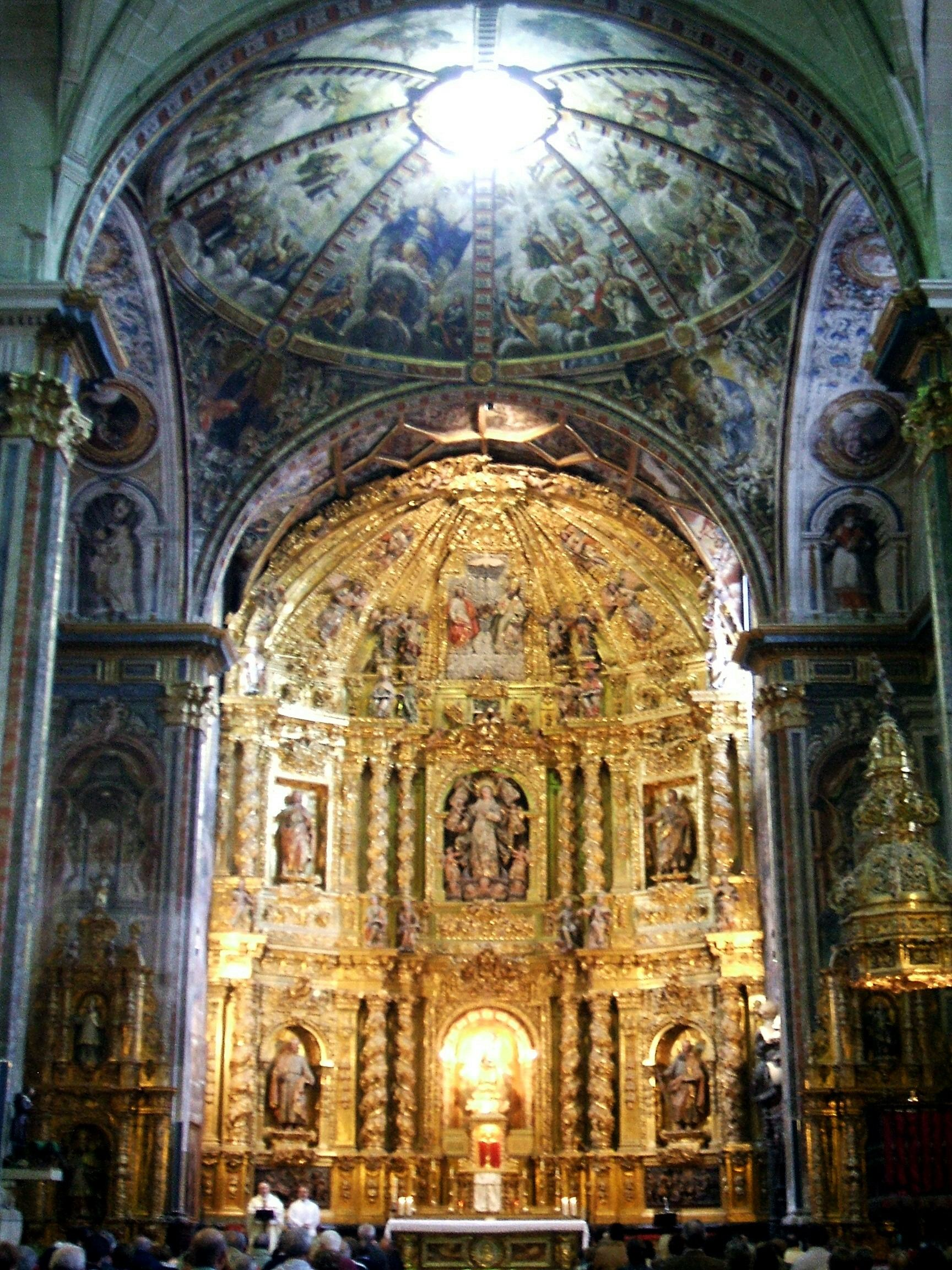
Aspecto del interior.

El templo, de imponentes proporciones, presenta una planta de tipo basilical, con una sola nave dividida en cuatro tramos, más una capilla cuadrada situada a los pies, bajo la torre-campanario, y la cabecera poligonal, de tres paños y de menor anchura que la nave, a la que se adosan, prolongando el eje longitudinal del templo en dirección este, la sacristía vieja y la sala capitular. Las dimensiones de la planta son 52 m de longitud, 17 m de anchura y 20 m de altura. Gruesos contrafuertes terminados en pilastras de tipo toscano informan exteriormente de la disposición de los tramos de la nave. Los muros, levantados con gruesos sillares, presentan vanos oculares y adintelados. 
En el interior, los tres primeros tramos de la nave se cubren con bóvedas circulares de seis radios, asemejando cúpulas deprimidas, dibujados con gruesos nervios y molduras. Las capillas laterales se sitúan entre los pilares contrafuertes y se cubren con sección de bóveda de medio punto. Una franja de imposta recorre, a modo de friso, todo el perímetro alto; sobre ella apean los arcos perpiaños y formeros. El tramo posterior, frente a la cabecera, presenta cubierta de cúpula deprimida apoyada sobre pechinas, decorada toda ella, al igual que la Capilla Mayor, su bóveda de sección de cañón y los muros presbiteriales, con abigarradas pinturas al fresco. El conjunto mural fue pintado por el vitoriano Juan López de Bozo entre 1645 y 1648.

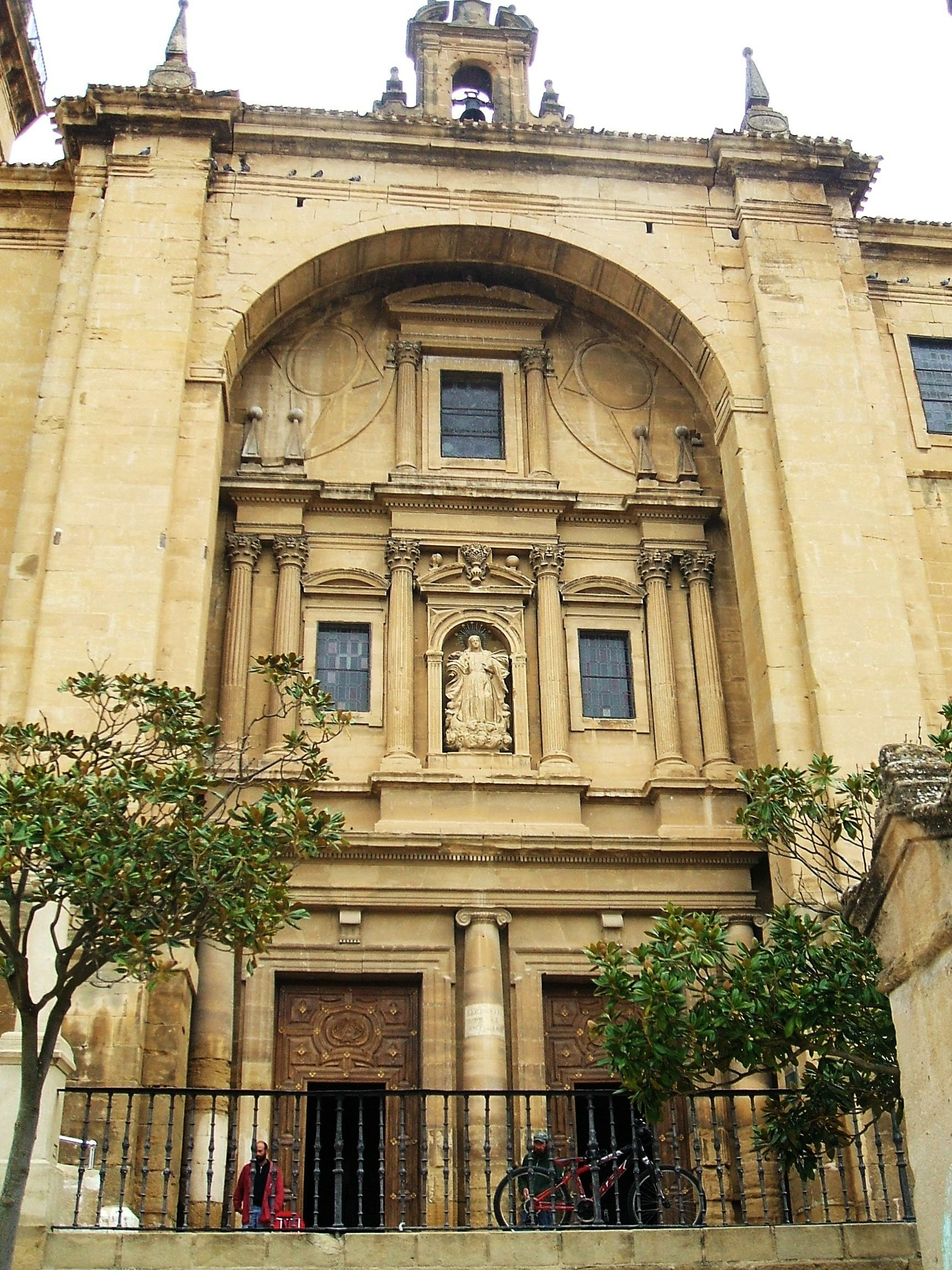
Portada meridional.

### Portada meridional
Se abre en el segundo tramo de la nave de la Epístola o meridional, asomada a una despejada plaza mayor, llamada de la Paz, frente al Palacio Consistorial. Remeda, dentro de su severidad clasicista, parangonable con la arquitectura herreriana, un gran retablo pétreo. La circunscriben dos elevadas pilastras-contrafuertes coronadas con pináculos piramidales. Un gran arco de medio punto apeoyado en ellas cubre todo el conjunto, que consta de tres cuerpos o pisos: en el inferior, se abren dos puertas gemelas adinteladas flanqueadas por columnas jónicas y rematadas por frontones circulares; el cuerpo intermedio presenta tres hornacinas separadas por columnas corintias, haciendo las laterales el papel de ventanas y la del centro, mayor que las otras, sirviendo de trono a la imagen de la Asunción de Nuestra Señora; y el cuerpo superior lleva, en la calle central, una hornacina que sirve de ventana colocada entre columnas corintias y bajo frontón, con aletones y pináculos rematados en bolas en los lados. Las tres ventanas están tapadas con vidrieras contratadas en 1676. En la cornisa de esta fachada asoma una pequeña espadaña de un campanil. 

### Torre
Se alza en el lado occidental, prolongando la nave por sus pies, que no tiene portada en este lado. Construida entre 1660 y 1670, mide 53 m. y se divide en cuatro cuerpos; el primero y el segundo son de sección cuadrada y carecen de decoración, mientras que el tercero y el cuarto son de sección octogonal y se permiten alguna ornamentación, con todo no abigarrada, como corresponde al barroco de la época. El cuerpo tercero tiene paredes lisas rasgadas por ventanas con cornisa de frontón curvo, que en el lado norte están tapiadas, mientras que en el lado sur, donde se ubica también el reloj, se abren a balcones abalaustrados, usados antaño como conjuratorios para las tormentas. Sobre éste se alza, separado por una balaustrada corrida de hierro a modo de saledizo, el cuerpo superior, que acoge los campaniles y va cubierto con cúpula gallonada rematada en linterna embolada.

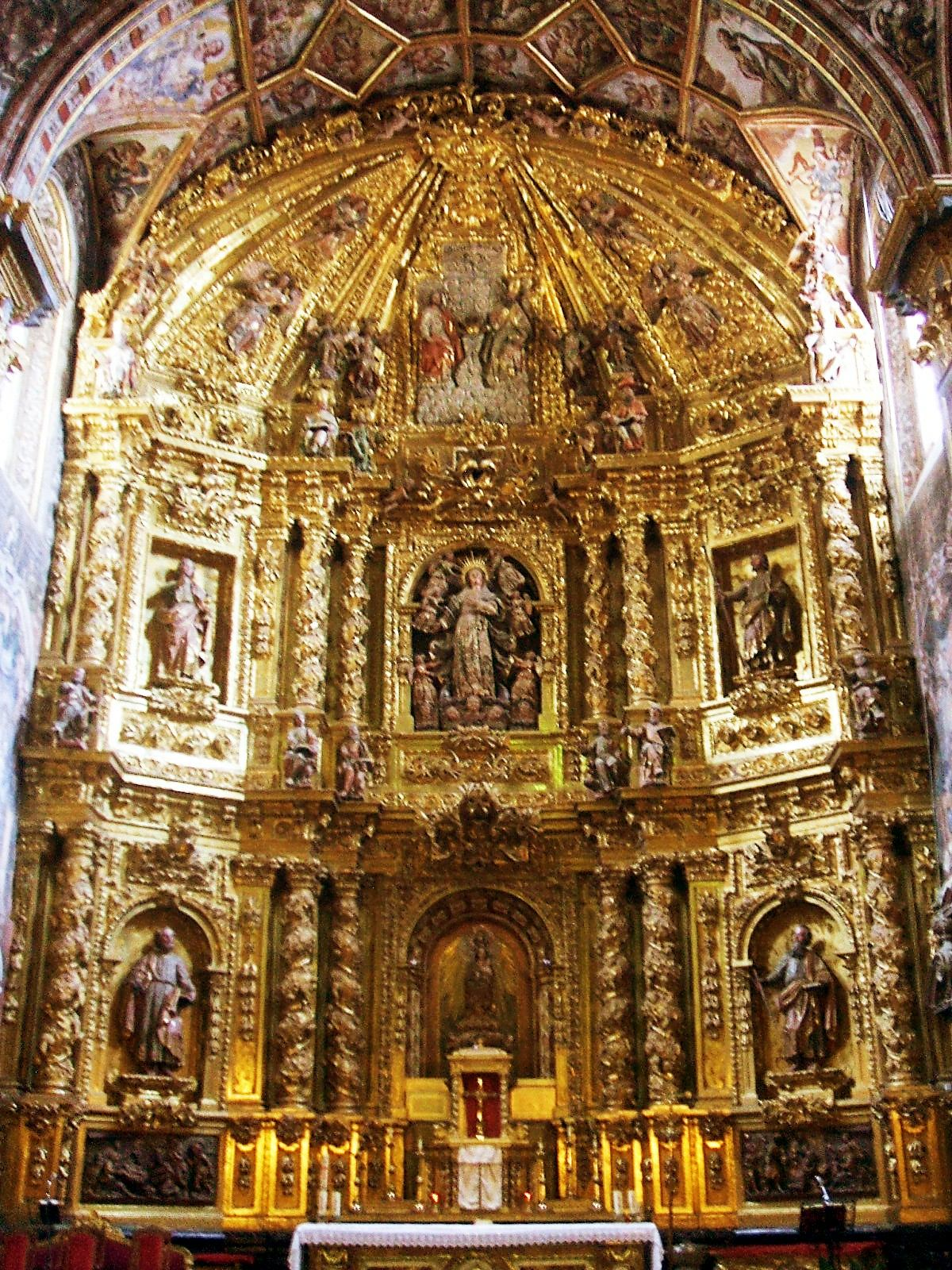
Retablo Mayor barroco(s-XVII).

### Retablo Mayor
Se trata de una espléndida mazonería tallada en nogal, dorada y policromada, con imaginería estofada, confeccionada en un estilo barroco bastante recardado. Consta de banco, dos cuerpos y cascarón-ático, segmentados en tres calles verticales separadas por dos pares de columnas salomónicas emparradas. El banco lleva en el centro el Sagrario y a los lados dos relieves rectangulares sin policromar, representando el de la izquierda la Adoración de los pastores al Niño Jesús el de la derecha la Epifanía. El primer cuerpo lo preside, colocada en un nicho donde hasta 1956 hubo un Tabernáculo-Expositorio, la venerada imagen sedente de Nuestra Señora de los Ángeles de Toloño, procedente del arruinado Monasterio jerónimo sito en la inmediata sierra de Toloño, del que fue rescatada en 1835, cuando un incendio destruyó el cenobio. Esta talla es obra barroca de mediados del siglo XVII y sustituye a una imagen anterior de la Virgen de Toloño, del siglo XIII, la conocida como Santa María la Antigua.
A sus lados se sitúan en hornacinas imágenes de San Pedro y San Pablo. El segundo cuerpo lo ocupan la patrona del templo, la Virgen de la Asunción, en la calle central, y San Juan Evangelista y Santiago el Mayor, a sus lados. El tercer cuerpo en forma de cascarón presenta tres plementos, con la Santísima Trinidad en el central, rodeada de ángeles y querubines. En los frisos-cornisas que separan los cuerpos se sitúan las tallas, de mucho menor tamaño que las imágenes de las calles, de los Cuatro Evangelistas, los apóstoles Santo Tomás y San Bartolomé, y los Doctores de la Iglesia San Ambrosio, San Jerónimo, San Gregorio Magno y San Agustín.
Esta obra fue contratada por el maestro arquitecto y ensamblador trasmerano Fernando de la Peña Carrera en 1672. Algunas de las esculturas y el remate del cascarón fueron realizados por el riojano Bernardo de Elcárreta (o Azcárreta y Alcaralta). El retablo se dio por concluido en 1691.
Complementa la decoración del presbiterio, en la pared izquierda, un cuadro de la Inmaculada Concepción, procedente como otros objetos, del desaparecido Convento franciscano de San Andrés de la Muga.

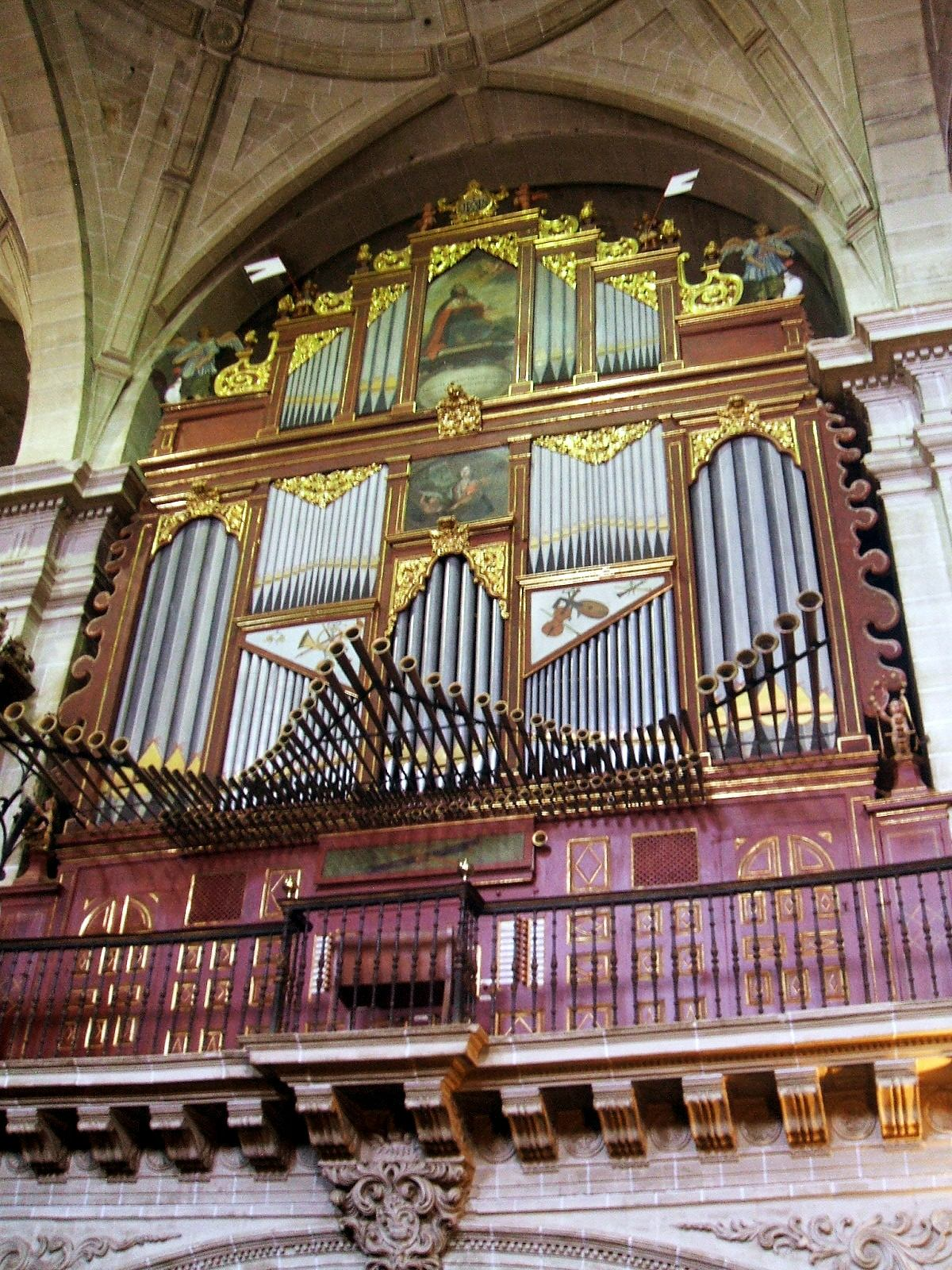
Órgano barroco.

### Coro, sotacoro y Capilla de la Soledad
El coro, instalado en el primer tramo de la nave, contiene una sillería, dispuesta en tres lados y con dos filas de asientos, obra del navarro José López de Frías, vecino de Viana, que la terminó en 1714, aunque quien contrató e inició la tala, en 1691, fue Antonio Alvarado. Está tallada en madera de nogal y presenta una cuidada filigrana y relieves de estilo churrigueresco, aunque muy deteriorados. En el centro, el sitial presidencial, cubierto con doselete tallado, sostenido este por cuatro columnas churriguerescas y rematado en cúpula, linterna y cupulino. En medio del coro se sitúa un facistol de grandes proporciones.
Tras el coro una pequeña estancia está acondicionada como museo parroquial. Sus vitrinas contienen una colección de grandes libros cantorales de pergamino, cuadros, tallas y diversas piezas de orfebrería lítúrgica.
Desde el coro, colgado de la nave del Evangelio, y situado justo en frente de la puerta de acceso a la iglesia, se accede al órgano, obra barroca realizada en 1670 por el navarro Juan de Tovar. El instrumento, muy alabado por organistas posteriores, se encuentra restaurado y su calidad musical es óptima. Las balconadas del coro y el órgano se apoyan en arcos escarzanos con decoración barroca, realizados por Juan de la Riva en 1653-1654.
El espacio del sotacoro recoge hoy diversos pasos de Semana Santa: la Santa Cena, la Flagelación en la columna, el Ecce Homo y la Cruz Enarbolada.
En el fondo del sotacoro, en la base de la torre de la iglesia, se abre un espacio cuadrado conocido como la Capilla de la Soledad, cubierta con bóveda de crucería compuesta policromada. Los plementos están pintados con escenas de querubines celestes, programa iconográfico que se extiende a los muros. Preside la estancia el Retablo de la Santísima Virgen de los Dolores, con gran hornacina que cobija una venerada imagen de la Dolorosa procedente del Convento de San Andrés de la Muga. Sobre la mesa del altar, protegido por una urna de cristal, aparece un Cristo Yacente en el Santo Sepulcro. A los lados se muestran las tallas exentas del Nazareno con la Cruz a cuestas y Jesús en la Oración del Huerto. El retablo fue contratado por el logroñés Francisco Sabando en 1780.
Todas estas imágenes, incluida la talla de la Santísima Virgen de los DOlores, tienen como titular a la Cofradía de la Santa Vera Cruz de Hermanos Penitentes de la Villa de Labastida, que las procesiona en la Semana Santa.

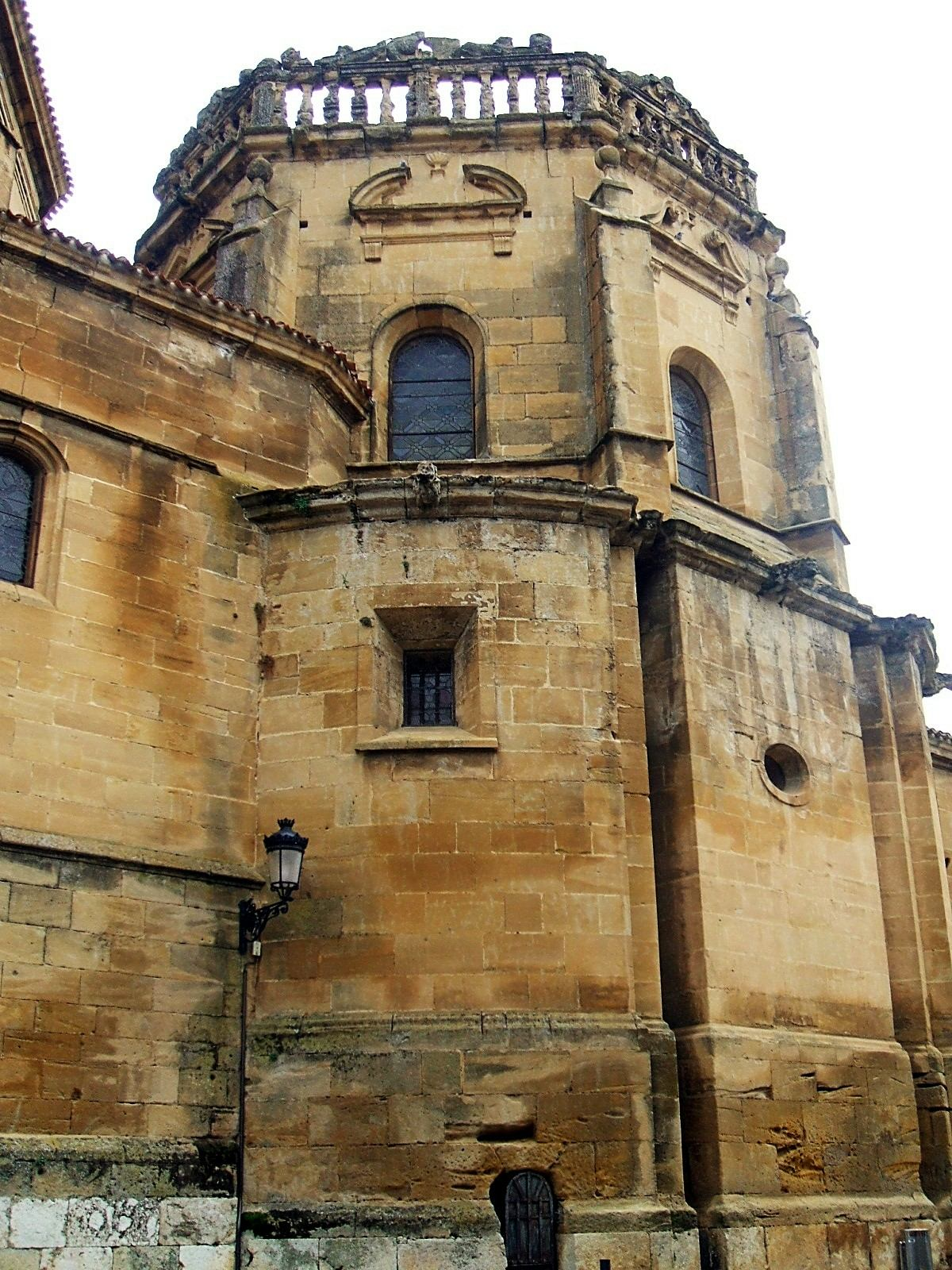
Exterior del Ochavo

### Sacristía Nueva
Como se anticipó arriba, en 1711 los cabildos eclesiásticos y secular acordaron construir una nueva sacristía en el recodo formado en el lado del mediodía por la Capilla Mayor, la vieja sacristía y la sala capitular. La construcción dio lugar a una voluminosa estructura de sección octogonal y dos cuerpos que recibió el nombre popular de el ochavo, rematado todo él por una balaustrada en la terraza a modo de corona. Desde la Capilla Mayor se accede a la misma por un pasillo donde se ubican una pila de jaspe negro, armarios y biblioteca. Esta estancia tiene, al igual que las llamadas sacristía vieja y sala capitular, un abovedamiento de crucería de trazas góticas que podría ser un aprovechamiento de viejas estructuras pertenecientes a la iglesia antigua sobre la que se levantó la nueva parroquia.
En el interior se aprecian tres puertas, una ciega a modo de armario, donde se guarda el archivo parroquial, otra que da acceso a la sacristía vieja, y una tercera que ingresa en la Capilla del Corazón de Jesús y la capilla privada del párroco con su correspondiente cajonería para las vestiduras sagradas. Todos los paños laterales, concebidos para acoger capillas, tienen cajonería de nogal sin dorar de estilo barroco. La capilla del párroco posee un pequeño retablo del mismo estilo que el resto del mobiliario, bellamente trabajado, presidido por un crucifijo que sustituye al original, marfil, hoy guardado en el museo parroquial.

### Capillas laterales y otro mobiliario
En los lados de las naves se distribuyen seis retablos laterales de estilo barroco rococó, contratados en 1753 por los mazoneros Manuel de Moraza y Sebastián de Portu. De ellos, los dos primeros, adosados a los muros del último tramo de la nave antes de la Capilla Mayor, que a su vez aparecen pintados al fresco con un motivo escenográfico, son de mayor tamaño, están dorados, son gemelos y los realizó Manuel de Moraza entre 1753 y 1757. Los otros cuatro, realizados por Sebastián de Portu entre 1753 y 1757, son de menor tamaño, se ubican en los muros de los contrafuertes posteriores y comparten también forma y estilo. 
- Retablo de la Purísima Concepción

En el lado del Evangelio del cuarto tramo de la nave. En el cuerpo principal, imágenes de la Purísima (central), San Luis, rey de Francia, y Santa Isabel de Hungría, reina. En el cuerpo superior, San Francisco Javier. En la predela, San Antonio de Padua.

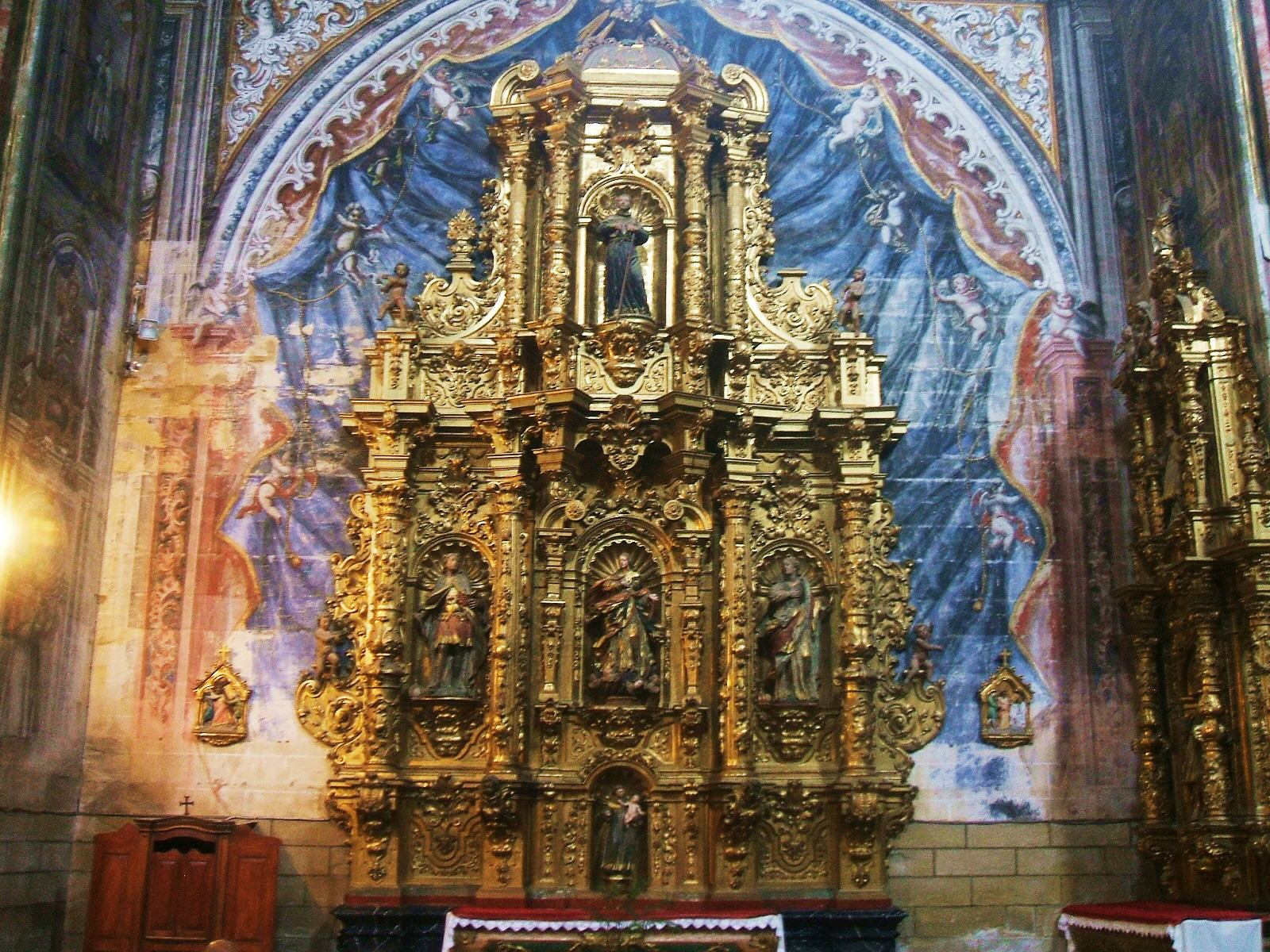
Retablo de la Purísima Concepción.

- Retablo de Nuestra Señora del Rosario

En el lado de la Epístola del cuarto tramo de la nave. En el cuerpo principal, imágenes de la Virgen del Rosario con el Niño (central), San Joaquín y Santa Ana. En el cuerpo superior, San Juan Nepomuceno. En la predela, San Vicente Ferrer.
- Retablo de San Pedro

En el muro del contrafuerte que une el presbiterio y el cuarto tramo en el lado del Evangelio. En el cuerpo principal, imagen de San Pedro revestido de pontífice con tiara. En el cuerpo superior, San Prudencio.
- Retablo del Santo Rosario

En el muro del contrafuerte que une el presbiterio y el cuarto tramo en el lado de la Epístola. En el cuerpo principal, imagen de Nuestra Señora del Rosario con el Niño. En el cuerpo superior, Santo Domingo de Guzmán.
- Retablo de San Sebastián

En el muro del contrafuerte que une los tramos cuarto y tercero del lado del Evangelio. En el cuerpo principal, San Sebastián Mártir. En el cuerpo superior, Nuestra Señora de las Nieves.
- Retablo del Santo Cristo de los Remedios

En el muro del contrafuerte que une los tramos cuarto y tercero del lado de la Epístola. En el cuerpo principal, la talla del Cristo Crucificado, talla bien ejecutada y de excelente visión impresionista. En el cuerpo superior, Santa Bárbara.
Fuera de este programa se encuentra el:

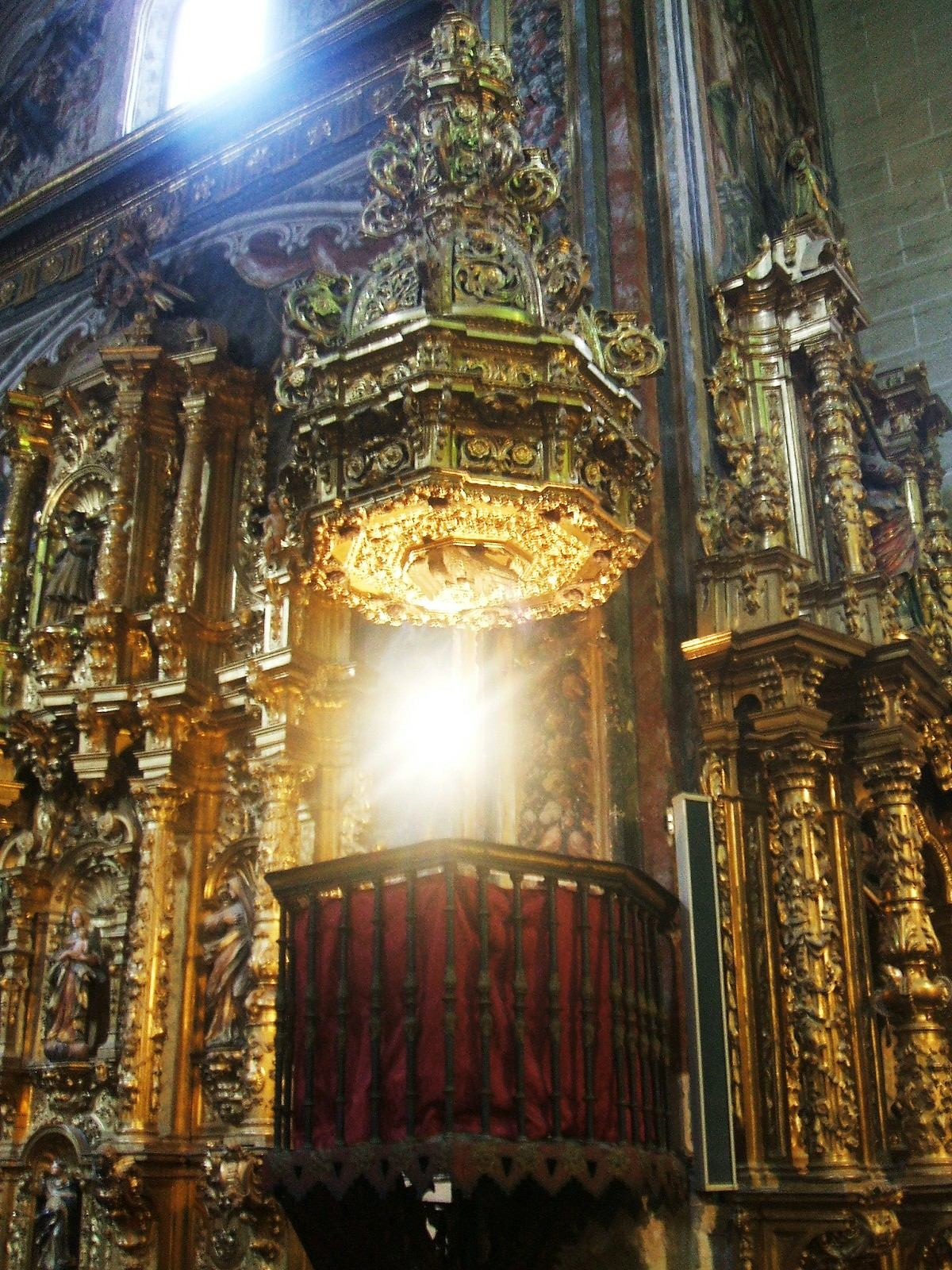
Púlpito barroco.

- Retablo de San José o de las Ánimas

Se emplaza en el lado del Evangelio del segundo tramo de la nave, bajo el órgano y frente a la puerta. Se trata de una obra renacentista tardía, a caballo entre los siglos XVI y XVII. Consta de dos cuerpos: en el principal e inferior, tallas de San José con el Niño (centro) y a los lados los mártires del burgalés Monasterio de San Pedro de Cardeña, los monjes benedictinos San Esteban Abad y San Pedro, copatronos de Labastida, con relicario en el pecho; en el cuerpo superior, un cuadro de considerable arte inventariado como Las benditas ánimas del Purgatorio, motivo pictórico muy inusual en la imaginería sacara y que da nombre a este altar.
Hay que añadir que dos retablos ocuparon sendas capillas hasta 1751, año en que fueron retirados al traer los seis retablos colaterales nuevos. Eran el de la Virgen del Pilar y el de San Roque, que se subieron a la ermita del Santo Cristo, donde permanecen.
Es muy de destacar el púlpito, con su tornavoz, o templete, dorado en la parte superior, que presenta un desarrollo de seis pisos de anchura descendente, el último de los cuales es rematado por una efigie del arcángel San Miguel. Magnífica obra de arte, se encargó a la vez que la sillería del coro a José López de Frías, quien la terminó en 1708. Es de madera de nogal y de estilo churrigueresco.
El baptisterio ocupa la capilla lateral del tercer tramo de la nave en el lado de la Epístola. Tiene pintadas al fresco las paredes y el techo, y su acceso está rejado. La pila bautismal fue labrada en piedra por Nicolás de Iriguen en 1770.

## Galería de imágenes

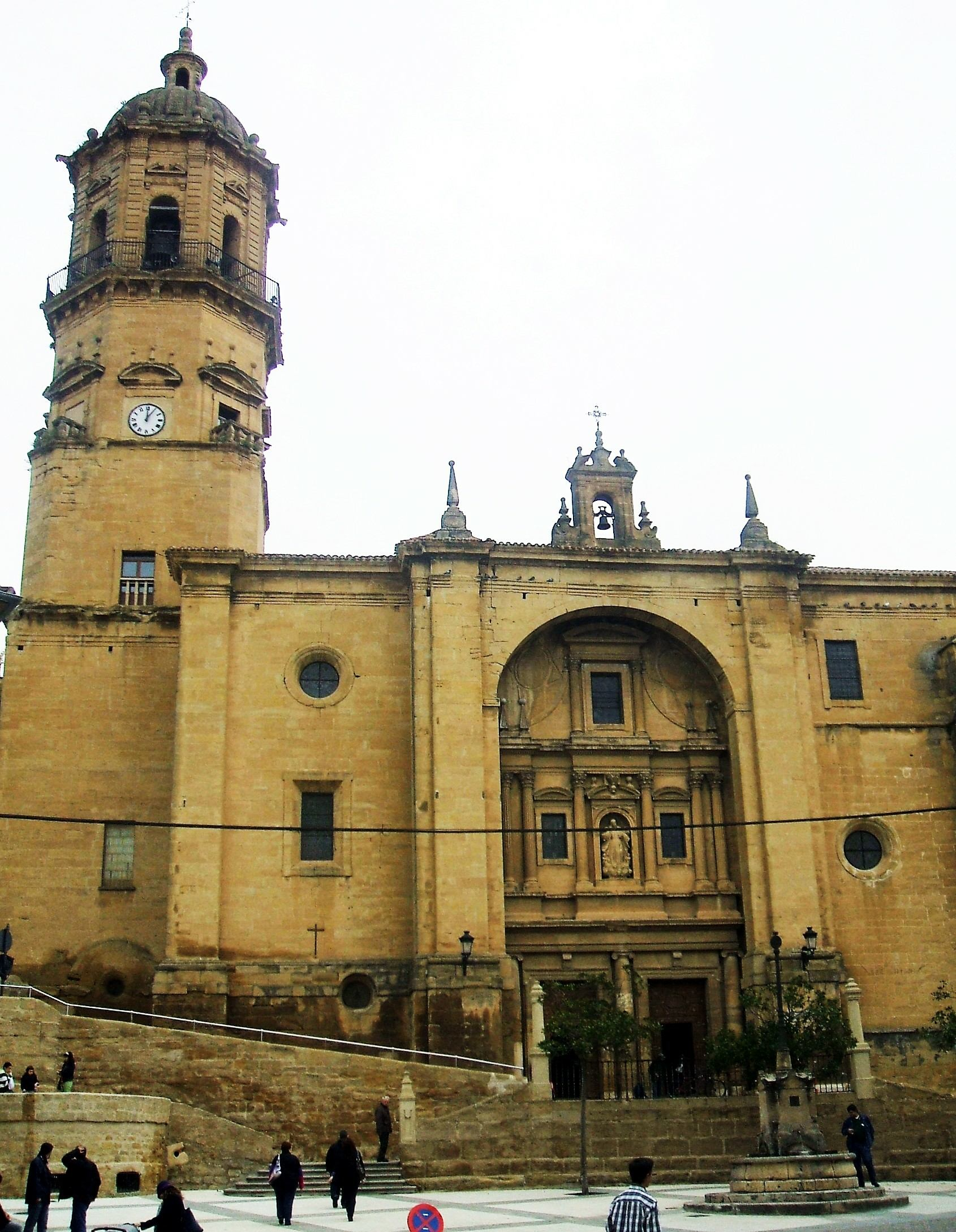
Fachada principal
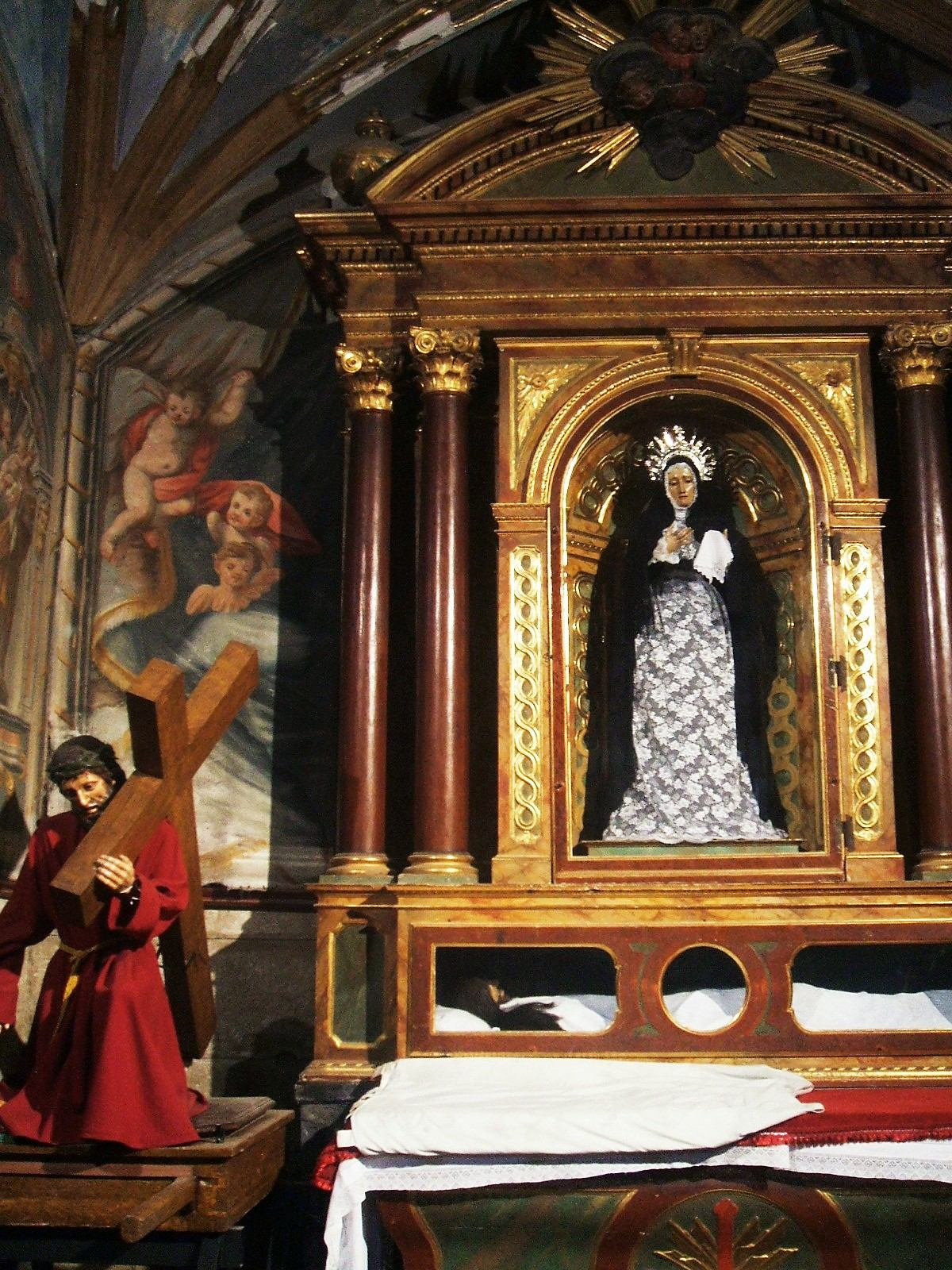
Capilla de la Soledad
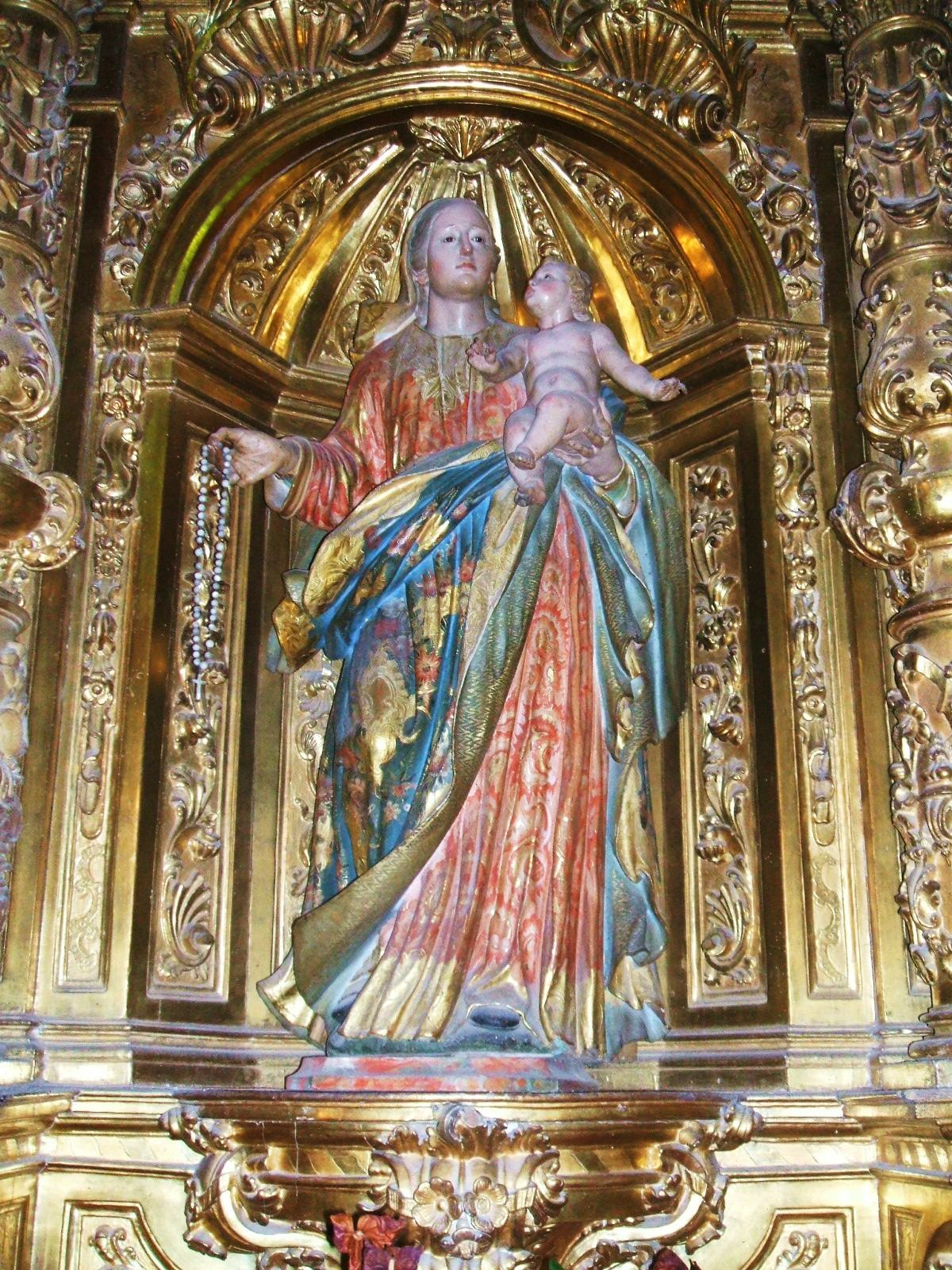
Retablo del Santo Rosario
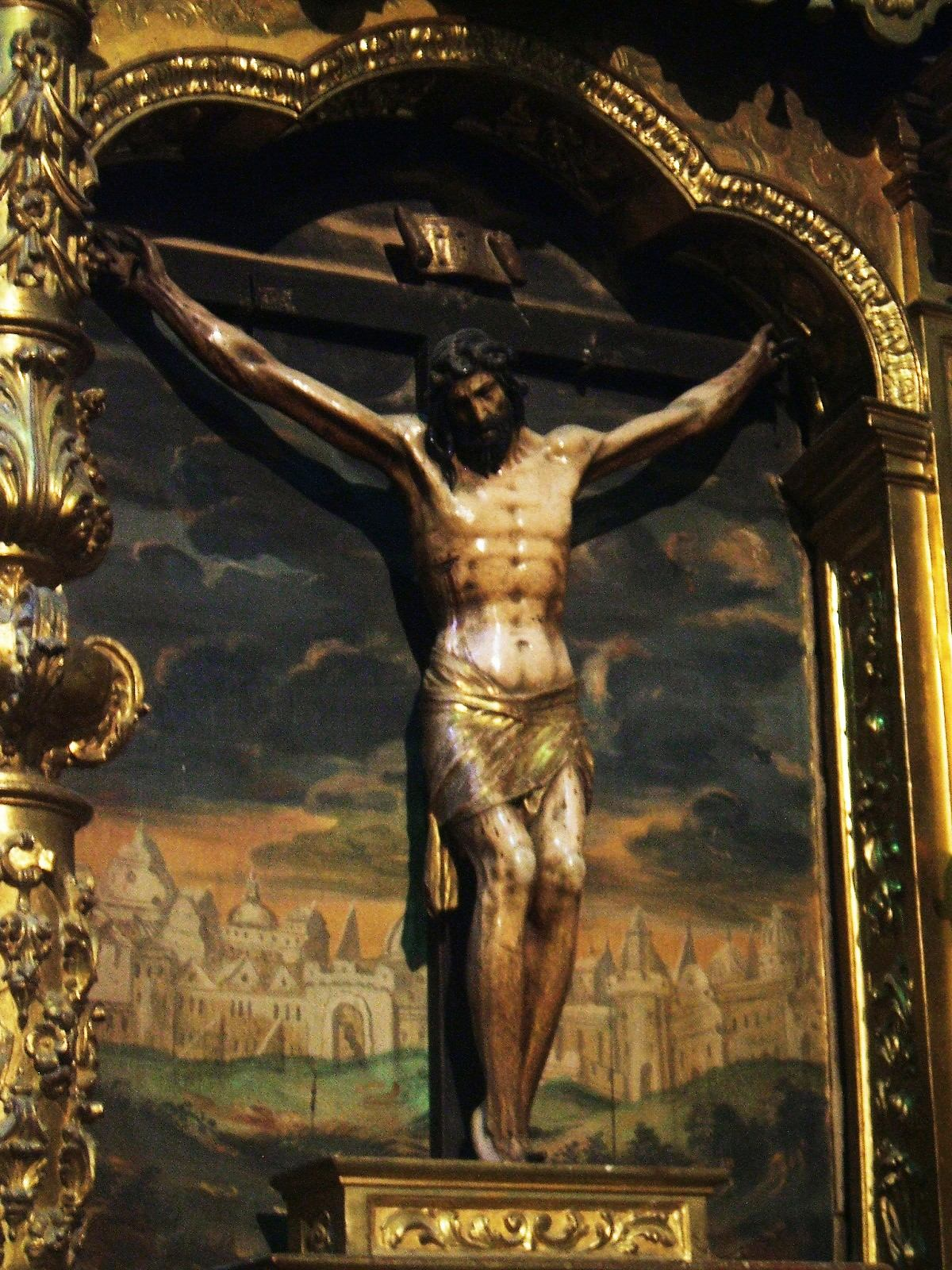
Santo Cristo de los Remedios
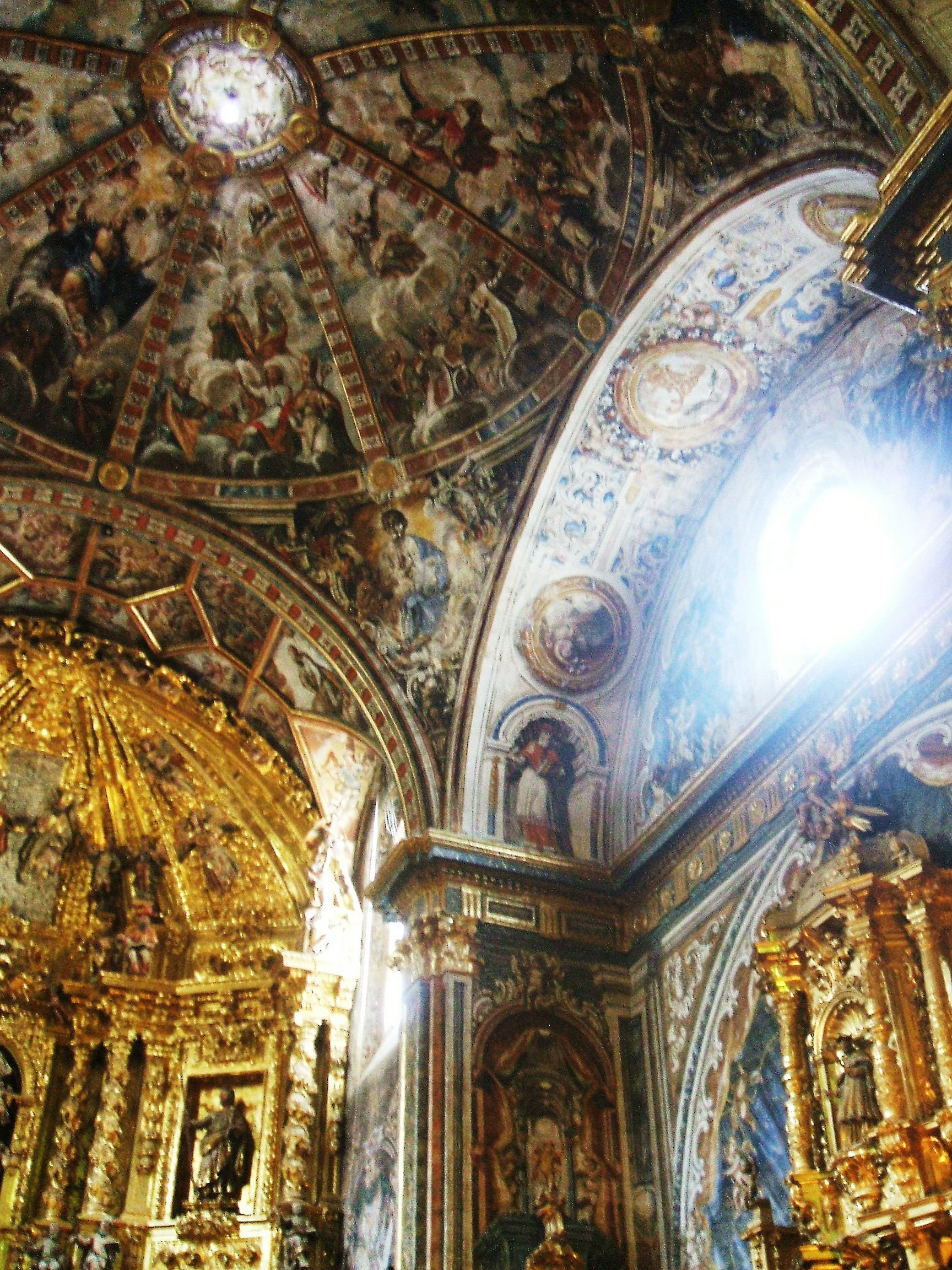
Policromía en las cubiertas posteriores
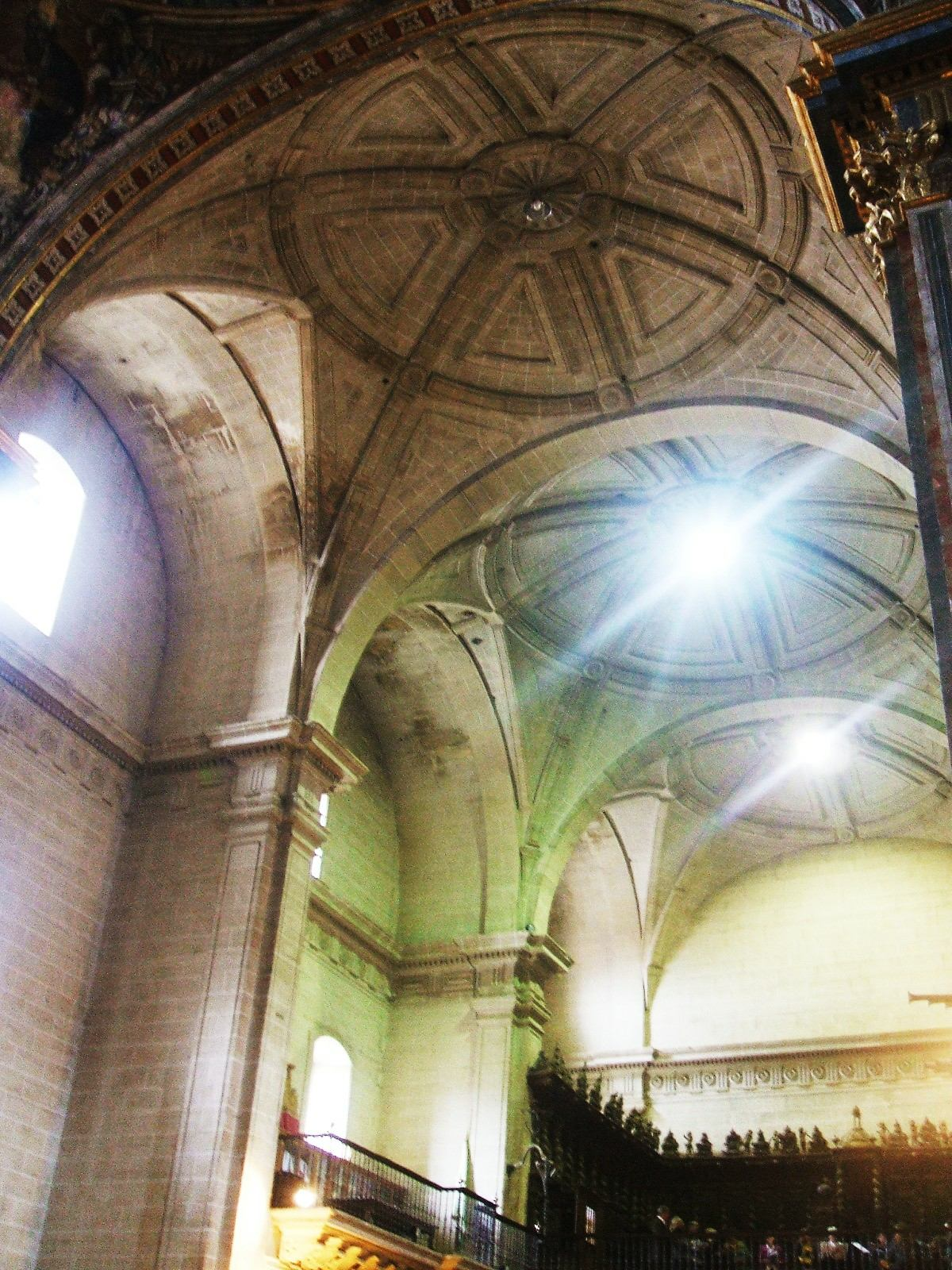
Bóvedas de la nave